# Weiherhammer
Weiherhammer je obec ve vládním obvodě Horní Falc v zemském okrese Neustadt an der Waldnaab v Bavorsku. Žije zde přibližně 3 900 obyvatel.

## Geografie

### Sousední obce
Weiherhammer sousedí s následujícími obcemi od západu: Grafenwöhr, Mantel, samostatné okresní město Weiden in der Oberpfalz, Etzenricht, Kohlberg a ve vedlejším okrese Amberg-Sulzbach ležící obcí Freihung.
| Růžice kompasu | Grafenwöhr   | Mantel | Weiden in der Oberpfalz | Růžice kompasu |
| Růžice kompasu |              | Sever  | Etzenricht              | Růžice kompasu |
| Růžice kompasu | Weiherhammer |        | Etzenricht              | Růžice kompasu |
| Růžice kompasu | Jih          |        | Etzenricht              | Růžice kompasu |
| Růžice kompasu | Freihung     |        | Kohlberg                | Růžice kompasu |

### Místní části
Obec Weiherhammer má šest místních částí:
- Dürnast
- Geräum
- Markt Kaltenbrunn
- Neumühle
- Trippach
- Weiherhammer

## Historie
Původní Beckendorf, dnešní Weiherhammer, patřil k vévodství Neuburg-Sulzbach a konkrétně pod správu jeho soudu ve Weidenu. Od roku 1777 byla oblast součástí bavorského kurfiřtství. Administrativními reformami v Bavorsku vznikla nařízením z roku 1818 obec v současné podobě.